# Amphineurus hudsoni
Amphineurus hudsoni är en tvåvingeart. Amphineurus hudsoni ingår i släktet Amphineurus och familjen småharkrankar.

## Underarter
Arten delas in i följande underarter:
- A. h. cyathetanus
- A. h. hudsoni